# Olga Kudrnovská
Olga Kudrnovská (30. května 1917 – 13. března 2003) byla česká kartografka. Působila v Mapové sbírce Přírodovědecké fakulty Univerzity Karlovy v Praze a v Kartografickém oddělení Geografického ústavu ČSAV.
Téma její doktorské práce vedené u prof. Bedřicha Šalamona bylo Kartometrické stanovení krajinných typů Československa